# 舒西
舒西（法語：Choussy，法語發音：[ʃusi]）是法国卢瓦-谢尔省的一个市镇，位于该省南部，属于罗莫朗坦-朗特奈区。

## 地理
舒西（47°22'24"N, 1°20'48"E）面积15.45 平方千米，位于法国中央-卢瓦尔河谷大区卢瓦-谢尔省，该省份为法国中北部省份，北起厄尔-卢瓦省，东北接卢瓦雷省，东南接谢尔省，南至安德尔省，西南接安德尔-卢瓦尔省，西北接萨尔特省。
与舒西接壤的市镇（或旧市镇、城区）包括：库德、谢尔河畔蒙图、瓦利、谢尔河畔圣罗曼、泰塞、索洛涅地区勒孔特鲁瓦。

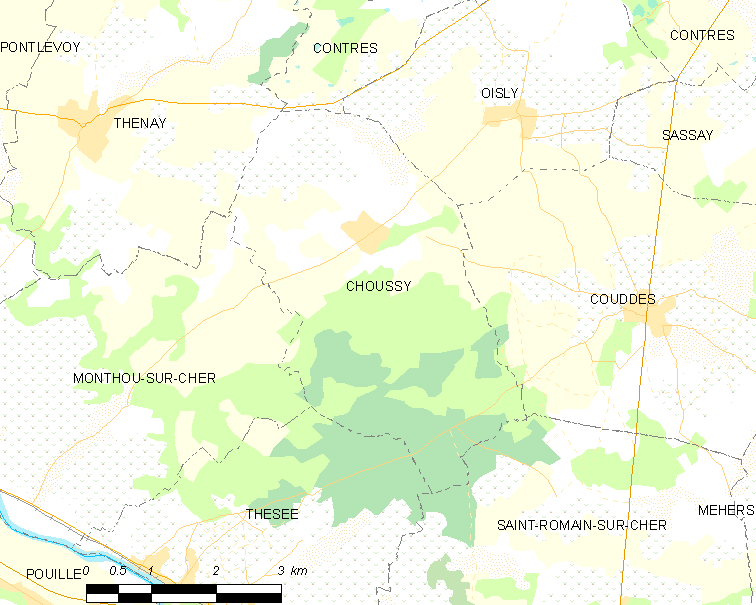
舒西的OSM定位图

舒西的时区为UTC+01:00、UTC+02:00（夏令时）。

## 行政
舒西的邮政编码为41700，INSEE市镇编码为41054。

## 政治
舒西所属的省级选区为蒙特里沙尔-瓦勒德谢尔县。

## 人口

1962-2008年间舒西人口变化图示

舒西于2022年1月1日时的人口数量为352人。